# Drottning Grågyllen
Drottning Grågyllen är en historisk roman av Moa Martinson, först utgiven på Tidens förlag 1937.
Handlingen utspelar sig i Östergötland, bland dess befolkning i såväl soldattorp som herrgårdar. Den var en av Moa Martinsons sju böcker som blev mycket spridda genom att också ges ut i Folket i Bilds folkbokserie.